# User-generated content

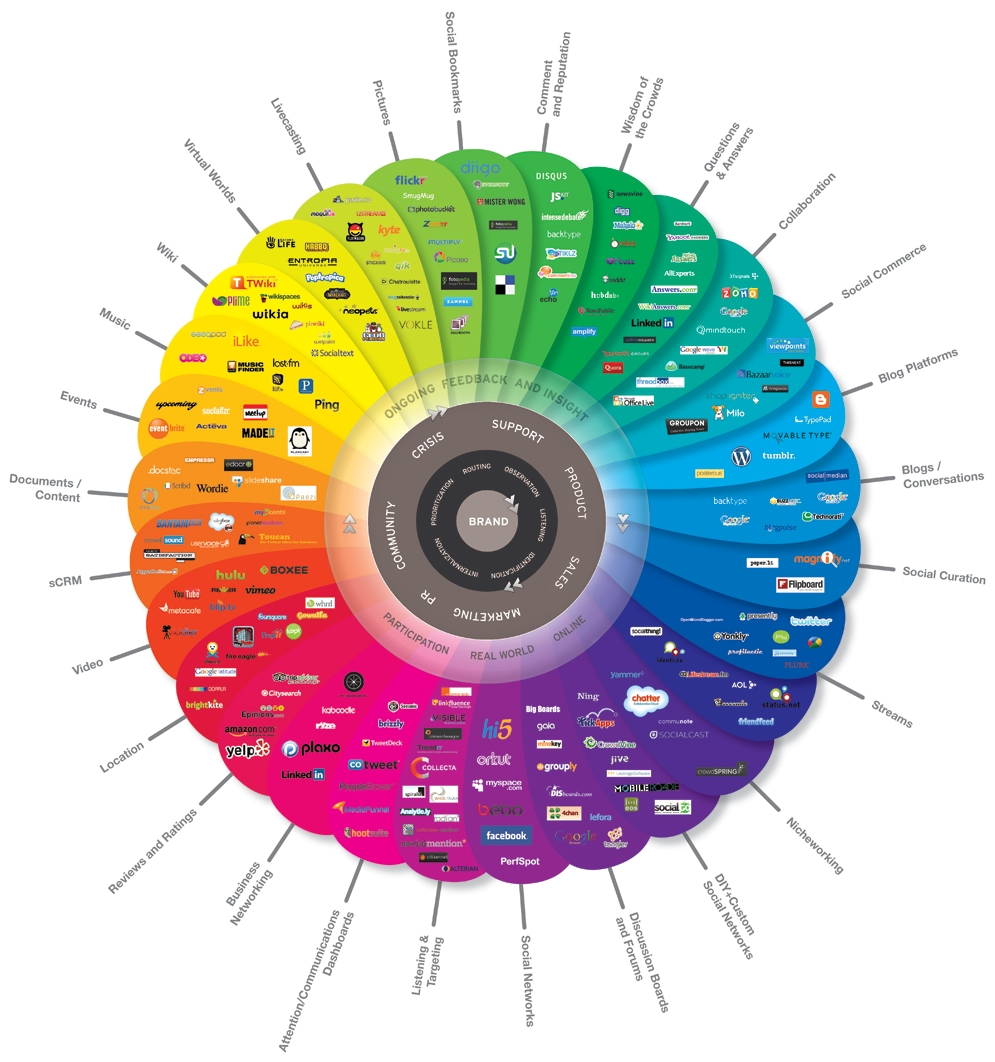
Conversatieprisma, waarop te zien is welke media voor welk doeleind gebruikt worden

User-generated content, letterlijk 'gebruiker-gegenereerde inhoud', is informatie die door gebruikers van een bepaald medium wordt aangeleverd. Met deze informatie wordt het betreffende medium (aan)gevuld, en kunnen andere gebruikers deze informatie op hun beurt zien en gebruiken. Wikipedia is een bekend voorbeeld van het toepassen van dit concept.

## Geschiedenis

### 20e eeuw
In de oude media valt user-generated content te beschouwen als ingezonden brieven, de lezersrubriek of de video's die naar televisieprogramma's (zoals het Nederlandse De Leukste Thuis) werden gestuurd.
Op het internet is een van de eerste websites die gebruikmaakte van user-generated content Usenet in 1980, een globaal discussienetwerk waarop gebruikers ervan berichten en commentaar over een bepaald onderwerp konden delen. Daarna volgden Prodigy in 1988 en de vroege versies van AOL ook met dergelijke netwerken. Door het toenemende gebruik van sociale media zoals Myspace, Hyves, Flickr en Facebook en de grote populariteit van deze media is ook de term user-generated content algemener en bekender geworden.

### 21e eeuw
Het grote verschil van moderne user-generated content met vroeger is dat het publiceren ervan vele malen sneller gaat dankzij het internet. Veel internetgebruikers maakten tot voor een aantal jaren terug nog veel gebruik van analoge modems op telefoonlijnen. Sedert de eeuwwisseling hebben veel mensen breedband-aansluitingen, zoals ADSL en via de televisiekabel, zodat het uploaden van grote hoeveelheden data veel sneller gaat. Daarnaast is de techniek van het internet, en het wereldwijde web, volwassener geworden door technieken als AJAX, XML en CSS. Het toevoegen van user-generated content toe aan websites is veralgemeend, onder meer door te reageren op online artikelen, weblogs. Door de algemene verspreiding van sociale media is ook de regulering van online inhoud op gang gekomen.

## Commerciële toepassing
Behalve dat consumenten sociale media meer zijn gaan gebruiken, maken ook steeds meer bedrijven gebruik van user-generated content. Zo kunnen bedrijven gebruikmaken van sociale media om hun klanten te bereiken en hen op de hoogte te brengen van acties of nieuwe producten.

### Nederlandse voorbeelden
De Nederlandse Spoorwegen hebben een Twitteraccount opgezet waarop vertragingen of omleiding worden gemeld en vragen van reizigers worden beantwoord.
Ook in de media wordt user-generated content ingezet. Dit kan minimaal zijn, zoals alleen een lichtkrant op het televisie- of beeldscherm van de kijker.
Toch gebruikt men UGC ook in grotere mate. Zo heeft de NCRV ongekendtalent.nl en serioustalent.nl waarvan de content wordt gebruikt bij radiostation 3FM en de Top 2000-covercontest en videotalent.nl waarvan de content bij programma's als Man bijt hond wordt gebruikt. Een ander voorbeeld is de samenwerking tussen Scoopshot en dagblad Metro. Door middel van UGC en crowdsourcing verzamelt Scoopshot foto's van de gebruikers van hun app. De Metro plaatst elke dag een Scoopshot-foto, ongeacht of dit nieuws is of een interessant beeld. Diegene die de foto gemaakt heeft hoeft geen professional te zijn.

### Businessmodellen
Ondanks het toegenomen commercieel gebruik van user-generated content, blijkt het voor bedrijven lastig om er geld of zelfs winst uit te halen. Onderstaand een aantal businessmodellen die veelal toegepast worden in het bedrijfsleven:
- Gebruikers laten betalen voor bepaalde content, bepaalde elementen kunnen alleen verkregen worden door ervoor te betalen. Habbo en Second Life passen dit toe. Het microblog Tumblr heeft ook een dergelijke functie, waarbij men extra aandacht op een bericht kan vestigen voor een klein bedrag.
- User-generated content kan nieuwe diensten faciliteren, zoals het maken van marktonderzoeken naar aanleiding van de gegevens die een bedrijf binnenkrijgt.
- Klantloyaliteit verhogen door middel van user-generated content, door spontane acties naar aanleiding van een bericht van een klant op een sociaal medium. Zo biedt KLM aan om labels voor de koffer te personaliseren.
- User-generated content zal kostenbesparend werken als sociale media gebruikt worden voor promotionele doeleinden in plaats van er een eigen portal voor op te opzetten.
- Toegevoegde waarde voor klanten. Bedrijven kunnen klanten snel inlichten over acties en nuttige informatie bieden. Op Facebook zet Zalando wedstrijden uit voor leden en Alphen.nu biedt de leden zowel een community aan als tips voor uitgaansgelegenheden in de omgeving en foto's van feesten.

## Toepassing
User-generated content wordt op vele manieren toegepast in moderne media. Enkele voorbeelden zijn:

### Weblogs
Weblogs of blogs zijn online tekstdocumenten die een grote variëteit aan soorten en onderwerpen heeft. Zo zijn er weblogs voor mode en gezondheid maar ook voor marketing of vormgeving. Op weblogs kan de schrijver, ook wel blogger genoemd, de artikelen op het internet plaatsen. Via zoekmachines als Google kunnen andere mensen deze weblogs vinden, lezen en blijven volgen als de content ervan aanspreekt. Blogs worden veelal gepubliceerd met een CMS, zoals WordPress, of via gratis online hosting zoals bij Blogger het geval is. Sites als GeenStijl combineren een blog met forums.

### Wiki's
Een wiki is een (web)toepassing waarmee artikelen worden verzameld. Het ligt aan de omgeving waarin deze wiki zich bevindt welke inhoud het krijgt. Zo is Wikipedia zelf een verzameling van artikelen van alles wat anderen erop geplaatst hebben, maar kunnen bedrijven wiki's hebben die zich specifiek richten op de markt waarmee het bedrijf zich bezighoudt (bijvoorbeeld economie of rechten). Door middel van deze wiki's kunnen mensen zowel informatie verstrekken als aanvullen, en informatie opzoeken en delen.

### Fora
Internetforums zijn een bekende vorm van user-generated content en tijdens de stijgende populariteit ook de meest gebruikte. Fora zijn een online discussiebord waarop leden met elkaar gesprekken kunnen voeren en nieuws kunnen uitwisselen. Het onderwerp van zo'n forum kan van alles zijn: afkomst, interesses, de actualiteit, hobby's of werk. Fora worden vaak gevonden door middel van zoekmachines of mond-tot-mondreclame.

### Video's
Video's kunnen toegevoegd worden aan daarvoor bestemde websites, zoals YouTube, Vimeo en Dumpert. Via deze websites kunnen anderen deze video’s bekijken, deze delen of erop reageren. Vloggen is hier een voorbeeld van. Personen die deze vlogs maken hebben het dan over hun dagelijks leven, hobby's of delen tips met kijkers, en uploaden deze ofwel dagelijks of een aantal keren per week. Kijkers kunnen deze opzoeken en erop reageren of deze vlogs delen met andere gelijkgestemden. Ook bedrijven plaatsen video's op YouTube, zoals automerken die er reclames plaatsen en platenmaatschappijen die YouTube gebruiken om muziek te promoten door middel van video's.

### Computerspellen
Verscheidene computerspellen gebruiken ook user-generated content. Als de speler het spel wil gaan spelen, bepaalt deze hoe het karakter eruit gaat zien. Op deze wijze levert de speler een bijdrage aan hoe het spel beleefd gaat worden. Bij sommige spellen, zoals The Elder Scrolls: Skyrim, kunnen spelers zowel het karakter zelf vormgeven als nieuwe elementen ontwerpen en installeren in het spel (genaamd mods). Andere spellen die user-generated content gebruiken zijn Minecraft, LittleBigPlanet en De Sims-spellen.